# Mary Cowden Clarke

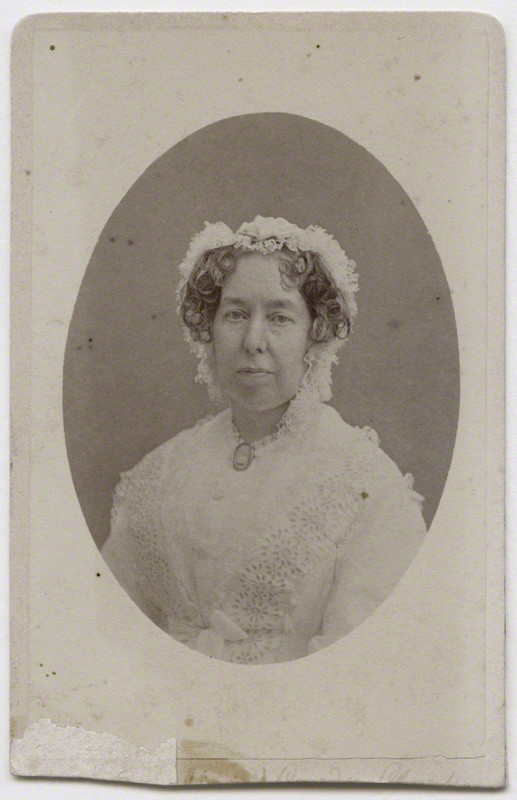
Mary Victoria Cowden Clarke (née Novello), 1870er Jahre, G.B. Sciutto & Co., NPG x1472

Mary Victoria Cowden Clarke, geborene Novello, (* 22. Juni 1809 in London; † 12. Januar 1898 in Genua) war eine britische Autorin und Literaturwissenschaftlerin. Sie erstellte eine Konkordanz für die Werke von Shakespeare.

## Leben
Mary Victoria Novello wurde als älteste Tochter von elf Kindern von Vincent Novello und seiner Frau Mary Sabilla Hehl geboren. Sie wurde Victoria genannt, nach dem Freund ihres Vaters, dem Pfarrer Victor Fryer. Während ihrer frühen Jahre machte sie im Haus ihres Vaters die Bekanntschaft vieler Künstler und Literaten. John Varley, Copley Fielding, die Havell-Familie und Joshua Cristall unter den Künstlern und Charles und Mary Lamb, Leigh Hunt und John Keats unter den Schriftstellern gehörten zum Kreis der Freunde ihres Vaters. Sie erwarb einen Großteil ihres Geschmacks für Literatur von Mary Lamb, die ihr Unterricht in Latein und poetischer Lektüre gab. In mehreren Briefen von Lamb an Vincent Novello wird sie als „Victoria“ erwähnt, und Leigh Hunt und die Lambs unterhielten ihr ganzes Leben lang Beziehungen zu ihr und ihrem Ehemann.
Ihre Ausbildung wurde der Obhut eines M. Bonnefoy anvertraut, der eine Schule in Boulogne-sur-Mer, Frankreich, unterhielt. Nach ihrer Rückkehr nach England war sie für kurze Zeit als Gouvernante in einer Familie namens Purcell in Cranford, Middlesex, London, tätig, musste diese Tätigkeit jedoch aus gesundheitlichen Gründen aufgeben. Unter den Initialen "M. H." veröffentlichte sie 1827 My Arm Chair in William Hones Table Book. Diesem Beitrag folgten weitere Beiträge ähnlicher Art sowie eine Abhandlung über The Assignats in currency at the time of the French Republic of 1792.
Am 1. November 1826 verlobte sie sich mit Charles Cowden Clarke, dem Geschäftspartner ihres Bruders Alfred, der seit vielen Jahren ein enger Freund der Novellos war. Am 5. Juli 1828 heiratete das Paar und verbrachte seine Flitterwochen in Enfield. Die Hochzeit wurde von Lamb mit einer verspielten Serenata, for two Voices gefeiert, die er Vincent Novello in einem Brief vom 6. November 1828 zukommen ließ. Charles und Mary Cowden-Clarke lebten weiterhin mit der Familie Novello zusammen.
Im Jahr nach ihrer Heirat begann Cowden-Clarke mit ihrem wichtigsten Werk, The complete concordance to Shakespeare, being a verbal index to all the passages in the dramatic works of the poet, ihrer Shakespeare-Konkordanz. Die Zusammenstellung nahm zwölf Jahre in Anspruch, wobei weitere vier Jahre der Drucklegung gewidmet waren. Sie wurde schließlich in achtzehn monatlichen Teilen (1844–1845) und 1845 als Gesamtwerk veröffentlicht. Dieses Werk ersetzte An Index to the Remarkable Passages and Words Made Use of by Shakspeare... (1790) von Samuel Ayscough und A complete verbal Index to the Plays of Shakspeare, adapted to all the editions (1805–1807) von Francis Twiss.
Im November 1847 und Januar 1848 spielte Cowden-Clarke die Rolle der „Mrs. Malaprop“ in drei Amateuraufführungen von The Rivals. Diese privaten Theateraufführungen führten dazu, dass Leigh Hunt sie Charles Dickens vorstellte, der sie überredete, in der Amateurtruppe aufzutreten, die unter seiner Leitung Vorstellungen in London und mehreren Provinzstädten zugunsten der Einrichtung eines ständigen Kuratoriums für Shakespeares Geburtshaus in Stratford-upon-Avon gab. Zu Cowden-Clarkes Rollen gehörten „Dame Quickly“ in The Merry Wives of Windsor im Haymarket am 15. Mai 1848, „Tib“ in Jonsons Every Man in His Humour und Mrs. Hillary in Kenneys Love, Law, and Physic am 17. Mai. Das Repertoire umfasste auch Animal Magnetism, Two o’clock in the Morning und Used Up, und im Juni und Juli wurden Aufführungen in Liverpool, Birmingham, Edinburgh und Glasgow gegeben. Im Jahr 1849 zogen die Novellos nach Nizza, und ihr Haus in Bayswater wurde von den Cowden-Clarkes allein übernommen.
In der Zwischenzeit schrieb Cowden-Clarke verschiedene Aufsätze zur Shakespeare-Interpretation. Ein kleiner Band mit dem Titel Shakespeare Proverbs; or, the Wise Saws of our wisest Poet collected into a Modern Instance erschien 1848, und zwischen 1850 und 1852 wurde in drei Bänden eine Reihe von fünfzehn Erzählungen unter dem allgemeinen Titel The Girlhood of Shakespeare’s Heroines veröffentlicht. Die Geschichten haben jeweils ein eigenes Titelblatt und wurden unter anderem William Charles Macready, Charles Dickens, Douglas William Jerrold, Leigh Hunt und John Payne Collier gewidmet. Von 1853 bis 1856 war Cowden-Clarke Herausgeberin von The Musical Times, für die sie Hunt zu Beiträgen animierte. Sie selbst schrieb für die Zeitung eine lange Reihe von Artikeln mit dem Titel Music among the Poets.
1856 verließen die Cowden-Clarkes England endgültig. Bis 1861, dem Todesjahr von Vincent Novello, lebten sie in Nizza und zogen nach 1861 nach Genua, wo ihr Haus den Namen Villa Novello erhielt. Während sie in Nizza lebte, veröffentlichte Cowden-Clarke World-noted Women, or Types of Womanly Attributes of all Lands and all Ages (1858). 1860 gab sie Shakespeare’s Works heraus, mit einer sorgfältigen Überarbeitung des Textes, und 1864 The Life and Labours of Vincent Novello. Im Jahr zuvor begannen sie und ihr Mann für Cassell & Co. mit der kommentierten Ausgabe von Shakespeares Stücken. Diese wurde in wöchentlichen Nummern veröffentlicht, am 16. März 1868 abgeschlossen und in drei Bänden mit Illustrationen von Henry Courtney Selous neu aufgelegt. Unmittelbar danach begannen sie mit dem Werk The Shakespeare Key, das die Schätze seines Stils erschließt, die Besonderheiten seines Aufbaus erläutert und die Schönheiten seines Ausdrucks zeigt; es bildet eine Ergänzung zu The Complete Concordance to Shakespeare. Der Band wurde zwar im Juni 1872 fertiggestellt, aber erst 1879 veröffentlicht. In den folgenden Jahren wurden die Recollections of Writers von Cowden-Clarke und ihrem Ehemann für The Gentleman’s Magazine verfasst.
Charles Cowden-Clarke starb im Alter von 90 Jahren am 13. März 1877, und im folgenden Jahr war seine Witwe in England, um die Veröffentlichung der Recollections in einem Band zu überwachen. Die Reihe, die Briefe und Memoiren von John Keats, Leigh Hunt, Douglas Jerrold, Charles Dickens sowie Charles und Mary Lamb enthält, erschien 1878 mit einem Vorwort von Cowden-Clarke. Im Sommer 1881 hielt sie sich erneut in England auf. Im Jahr 1887 gedachte sie des hundertsten Geburtstages ihres Mannes mit einer Centennial Biographic Sketch of Charles Cowden-Clarke, die privat gedruckt wurde, und 1896 veröffentlichte sie eine Autobiografie mit dem Titel My Long Life.
Sie starb im Alter von 89 Jahren in der Villa Novello in Genua.

## Werke (Auswahl)
- The complete concordance to Shakespeare, being a verbal index to all the passages in the dramatic works of the poet. Wiley and Putnam, New York City 1846 (archive.org).
- Shakespeare Proverbs: Or, The Wise Saws of Our Wisest Poet Collected Into a Modern Instance. Chapman and Hall, London 1848 (google.com).
- The Girlhood of Shakespeare’s Heroines. W. H. Smith & Son, London 1851 (hathitrust.org).
  - Neuausgabe: Cambridge University Press, Cambridge 2009,  ISBN 978-1-108-00125-0.
- The Life and Labours of Vincent Novello, London: Novello & Co. 1864 (Digitalisat)
- World-noted women; or, Types of womanly attributes of all lands and ages. D. Appleton and Company, New York City 1958 (google.cm).
- My long life : An autobiographical sketch. T. F. Unwin, London 1896 (hathitrust.org).